# هنري بلاكويل
هنري بلاكويل (بالإنجليزية: Henry Blackwell)‏ (16 ديسمبر 1876 في المملكة المتحدة - 24 يناير 1900) هو لاعب كريكت بريطاني (وحمل سابقاً جنسية المملكة المتحدة لبريطانيا العظمى وأيرلندا). لعب مع نادي مقاطعة ديربيشاير للكريكت ‏.